# Then Play On
Then Play On è il terzo album del gruppo rock dei Fleetwood Mac, pubblicato dalla Reprise Records nel 1969.

## Tracce
Lato A
1. Coming Your Way – 3:47 (Danny Kirwan)
2. Closing My Eyes – 4:50 (Peter Allen Green)
3. Fighting for Madge – 2:45 (Michael John Kells Fleetwood)
4. When You Say – 4:22 (Danny Kirwan)
5. Show-Biz Blues – 3:50 (Peter Allen Green)
6. Underway – 3:06 (Peter Allen Green) – Brano strumentale
7. One Sunny Day – 3:12 (Danny Kirwan)

Durata totale: 25:52
Lato B
1. Although the Sun Is Shining – 2:31 (Danny Kirwan)
2. Rattlesnake Shake – 3:32 (Peter Allen Green)
3. Without You – 4:34 (Danny Kirwan)
4. Searching for Madge – 6:56 (John Graham McVie) – Brano strumentale
5. My Dream – 3:30 (Danny Kirwan) – Brano strumentale
6. Like Crying – 2:21 (Danny Kirwan)
7. Before the Beginning – 3:28 (Peter Allen Green)

Durata totale: 26:52
Edizione LP del 1970, pubblicato dalla Reprise Records (RS 6368)
Edizione CD del 2013, pubblicato dalla Rhino Records (R2 535890) 
1. Coming Your Way – 3:44 (Danny Kirwan)
2. Closing My Eyes – 4:50 (Peter Allen Green)
3. Fighting for Madge – 2:42 (Michael John Kells Fleetwood)
4. When You Say – 4:31 (Danny Kirwan)
5. Show-Biz Blues – 3:50 (Peter Allen Green)
6. Underway – 3:03 (Peter Allen Green) – Brano strumentale
7. One Sunny Day – 3:13 (Danny Kirwan)
8. Although the Sun Is Shining – 2:24 (Danny Kirwan)
9. Rattlesnake Shake – 3:29 (Peter Allen Green)
10. Without You – 4:35 (Danny Kirwan)
11. Searching for Madge – 6:55 (John Graham McVie) – Brano strumentale
12. My Dream – 3:30 (Danny Kirwan) – Brano strumentale
13. Like Crying – 2:25 (Danny Kirwan)
14. Before the Beginning – 3:29 (Peter Allen Green)
15. Oh Well - Pt. 1 – 3:22 (Peter Allen Green) – Bonus Track - Mono
16. Oh Well - Pt. 2 – 5:39 (Peter Allen Green) – Bonus Track - Mono
17. The Green Manalishi (With the Two Prong Crown) – 4:36 – Bonus Track
18. World in Harmony – 3:26 (Danny Kirwan, Peter Allen Green) – Bonus Track

Durata totale: 69:43

## Formazione
- Peter Green - chitarra, voce
- Jeremy Spencer - chitarra, voce
- Danny Kirwan - chitarra
- John McVie - basso
- Mick Fleetwood - batteria

## Classifiche
| Classifica (2021) | Posizione massima |
| ----------------- | ----------------- |
| Grecia            | 45                |